# Wadi-Skiffa-Clausura

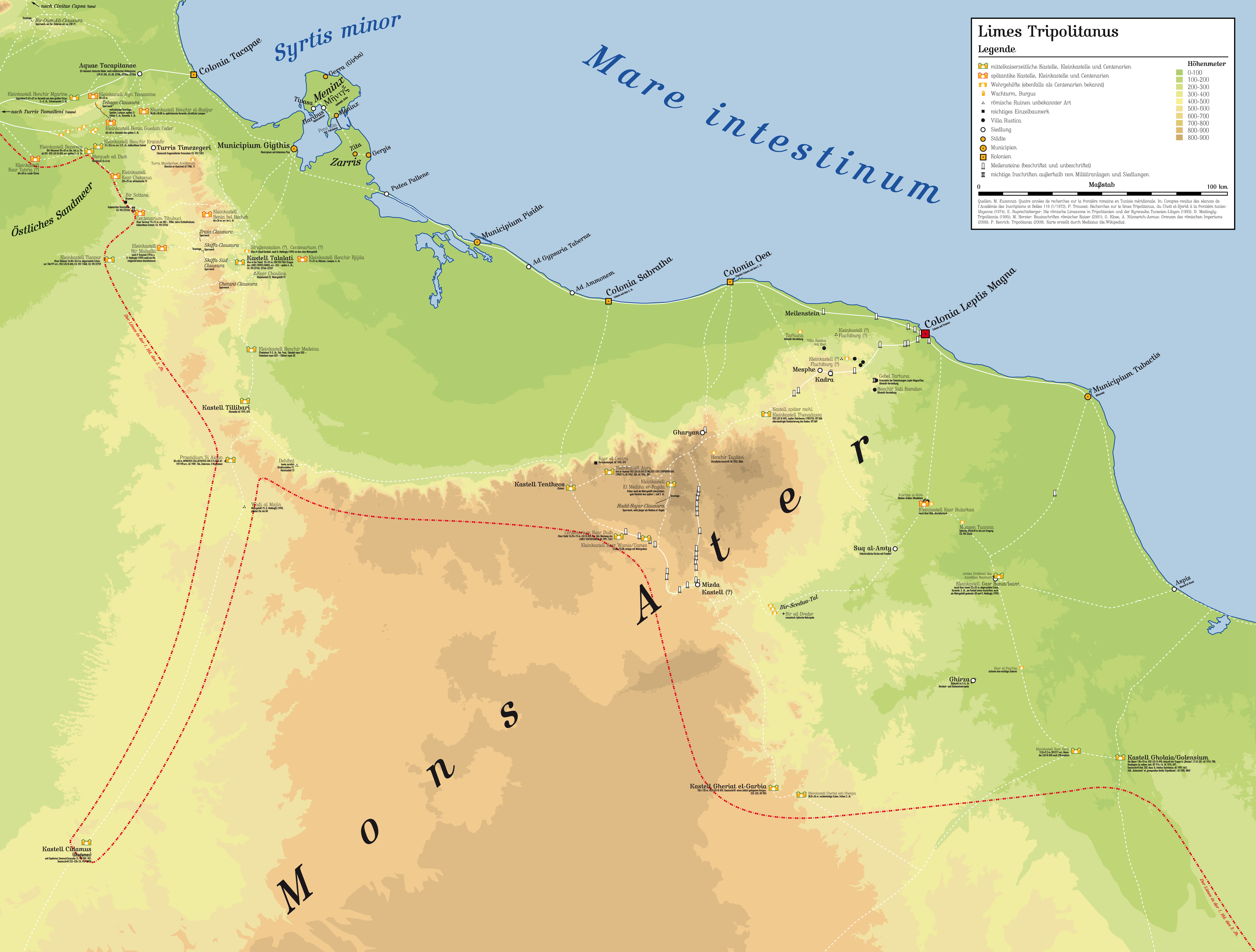
Der Limes Tripolitanus mit der Clausura

Wadi-Skiffa-Clausura, auch Skiffa-Clausura, ist die moderne Bezeichnung eines kleinen römischen Sperrwerks, das für Sicherungs- und Überwachungsaufgaben am rückwärtigen Limes Tripolitanus, einem tiefgestaffelten System von Kastellen und Militärposten, in der römischen Provinz Africa proconsularis, später Tripolitania, zuständig war. Die in weiten Teilen geradlinige Befestigungsanlage gehörte zu dem großen militärischen Sperrgürtel, der das fruchtbare küstennahe Land der Provinz vor Angreifern aus der Wüstenregion verteidigen und gleichzeitig den Warenhandel für Rom kontrollieren sollte. Zudem wurden die Hirtennomaden aus den wüstennahen Gebieten daran gehindert, durch unerlaubte Grenzübertritte in die Konfrontation mit den bedeutenden landwirtschaftlichen Produktionsstätten im Osten des Landes, insbesondere der Djeffara-Ebene, zu geraten. Der teilweise noch im Gelände erkennbare Schuttwall des Sperrwerks sicherte eine Pass-Straße durch das Wadi Skiffa. Dieses befindet sich am Djebel Demmer zwischen den Höhenzügen des Berglandes von Dahar in Südtunesien, Gouvernement Tataouine.

## Lage
Die Clausura befindet sich am oberen Ende eines Trockentals, das rund drei Kilometer nördlich und parallel zu einem kleineren Wadi am Djebel Demmer, einer Gebirgsgruppe auf den Höhenzügen des Dahar, liegt. Dort, in dem kleinen Wadi, sind heute die Reste der Wadi-Skiffa-Clausura (Süd) zu finden. Beide Täler verlaufen bergab nach Westen. Wie an vielen bereits in der Antike genutzten Pässen über den Dahar führt auch hier eine moderne Straße über den Pass. Diese Trasse folgt im weiteren Verlauf nicht der antiken Linie. Diese zog zu dem am Wadi bel Recheb gelegenen Kleinkastell Bir Mahalla und weiter hinab bis zu dem am gleichen Wadi gelegenen Kleinkastell Tisavar, das am Östlichen Sandmeer, der ehemaligen Außengrenze des römischen Reiches, errichtet wurde. Neben dem Namen Skiffa ist das Trockental auch unter dem Namen Wadi Aukoil bekannt.

## Forschungsgeschichte
Der erste Hinweis auf die Clausura stammt aus dem Jahr 1894. Sie war dem französischen Artillerieleutnant Henri Lecoy de la Marche bei einer archäologischen Expedition aufgefallen, wobei er einem doppelten Fehler aufsaß. Von seinem einheimischen Führer in die Irre geführt, wähnte er sich im Wadi Bel Recheb, wobei der das hier von ihm entdeckte Sperrwerk für einen römischen Staudamm hielt. Die wichtigste frühe Auswertung der Befunde stammt aus dem Jahr 1896 und wurde von dem französischen Forschungsreisenden Paul Blanchet (1870–1900) vorgenommen. Blanchet, der den Fehler Lecoy de la Marches nicht wiederholte, war 1895 vor Ort gewesen. Er erkannte die Baureste bereits als Sperranlagen des afrikanischen Limes. Unabhängig von Blanchet fiel der geographische Fehler Lecoy de la Marches im Jahr 1901 auch dem französischen Hauptmann Hilaire bei seiner eigenen archäologischen Expedition auf.
Zwischen 1901 und 1902 erforschte der französische Archäologe und Limespionier Paul Gauckler (1866–1911) im Auftrag der tunesischen Antikendirektion den Limes Tripolitanus. Unterstützt wurde er dabei durch die Dienststelle für innere Angelegenheiten und militärisches Personal, mit dem unter anderem die Vorplanungen zu den Wüstenexpeditionen erstellt wurden. Gauckler lieferte ein genaueres Bild des Torhauses als Blanchet und nahm dort weitere Vermessungen vor. Der französische Archäologe Pol Trousset besuchte die Anlagen um 1970 und beschrieb sie 1974. Im Rahmen des zwischen 1979 und 1989 durchgeführten UNESCO Libyan Valleys Archaeological Survey untersuchten 1982 weitere Archäologen, darunter der Brite David Mattingly, die Ruinen. Der Ausbau der unbefestigten Wüstenpiste zu einer modernen Straße zwischen 2016 und 2017 erfolgte ohne archäologische Begleitung. Dabei wurde in unmittelbarer Nähe des Torhauses, erstmals seit dem Beginn der Forschungen, römische Bausubstanz zerstört.

## Baugeschichte
Die in das dritte Jahrhundert n. Chr. datierenden Ostraca aus dem in Libyen gelegenen Grenzkastell Gholaia/Bu Njem bestätigen die Beteiligung einer regulären Garnison an routinemäßigen polizeilichen Aufgaben sowie der Überwachung von Zivilisten. Mit den Clausurae von Zraia und Skiffa sollte der Limesabschnitt von Talalati gesichert werden. Die militärischen Führung hatte den Limes Tripolitanus in mehrere Teilbereiche gegliedert, die von Abschnittskommandanten befehligt wurden. Am Sperrwerk von Skiffa kontrollierte eine kleine Einheit römischer Soldaten den Warenverkehr und sicherte das dicht besiedelte Gebiet der Provinz im Osten gegen unerlaubte Grenzübertritte ab. Im östlichen Talgrund des Dahar lag zur rückwärtigen Grenzsicherung das 263 n. Chr. errichtete Kastell Talalati. In der dort gefundenen Bauinschrift wird dieser Grenzabschnitt als Limes Tripolitanus bezeichnet. Die am Djebel Demmer installierten Sperrwerke bildeten zudem mit dem nördlich gelegenen Kleinkastell Benia bel Recheb, das in einer Linie mit den Talsperren lag, eine Einheit.
Der Bautyp der Clausura gleicht jenem, der auch an der weiter südlich gelegenen Skiffa-Clausura beobachtet wurde. Das zeigt sich unter anderem an der Konstruktion des aus Bruchsteinen errichteten Walls, der von größeren Blöcken begleitet wird, die wie „Randsteine“ wirken. Der Schuttwall ist an den erhaltenen Stellen sowohl im Trockental als auch auf dem Berggrat, den er im Norden einnimmt, zwischen drei und vier Meter breit. Im Mittelteil ist die Clausura schon stark zerstört. Sie bestand hier entweder aus einem fast vollständig abgegangenen Damm oder aus einer heute ebenfalls stark verfallenen Mauer. Möglicherweise wurde hier auch eine kombinierte Bauweise verwandt und ein Damm mit einem aufgesetzten leichten Mauerzug errichtet. Dort, wo der Wall an das Hauptflussbett des Wadis stieß, hatten die römischen Ingenieure künstliche Gerinne verbaut, um ihn gegen Hochwässer zu sichern.
Blanchet erwähnt in seinem Bericht eine im Durchmesser rund fünf Meter breite Zisterne, die ebenfalls noch aus römischer Zeit stammen soll. Sie lag, wie eine seiner Skizzen wiedergibt, am Fuß der südliche Hügelkette, die der Schuttwall der Clausura erklimmt.
Der Wall beginnt am Südrand des Wadi im unteren Drittel einer Steilwand auf knapp 400 Höhenmetern und fällt in gerader Linie bis zum rund 490 Meter entfernten Torhaus und der angrenzend vorbeiführenden modernen Straße auf rund 370 Höhenmeter ab. Noch davor, unmittelbar südlich der Zisterne, bemerkte Blanchet eine kurze Abzweigung des Walls in Richtung Südwesten auf einen Geländesporn zu. Trousset konnte bei seinen Untersuchungen im nördlichen Abschnitt des Walls keine solche Abzweigung feststellen. Das Sperrwerk zieht nach dem Torhaus in nördlicher Richtung rund 835 Meter linear durch das Hauptflussbett zum Fuß eines signifikanten Hügels auf 385 Höhenmeter und steigt dann leicht nach Nordosten abknickend auf 390 Höhenmeter an. Der spitz auslaufende Hügelrücken bildet nun deutlich nach Nordosten geneigt einen leicht abfallenden kurzen Grat, dem das Sperrwerk bis zu dessen Ende folgt. Dann steigt der Schuttwall den nächsten Berghang bis auf knapp 400 Höhenmeter hinauf und bricht dann ab.

### Libysche Gräber, fragliche Wachtürme
Zwei kreisförmig angeordnete Trümmerhügel, die – noch in der Ebene – bereits von Blanchet nahe dem südlichen Ende der Clausura beobachtet und als mögliche Wachtürme angesprochen wurden, sind laut Mattingly aller Wahrscheinlichkeit nach libysche Gräber. Diese Aussage stützt sich unter anderem auf einen in der Nähe bekannten Friedhof mit ähnlichen, wenn auch in der Regel kleineren, Turmbauten. Der Friedhof war 1982 im Rahmen des UNESCO Libyan Valleys Archaeological Survey entdeckt worden. Nicht alle Archäologen sind mit Mattingly einer Meinung und so ging die französische Archäologin Joëlle Napoli in ihrer Dissertation 1988 den sehr undifferenzierten Aussagen von Blanchet zu Wachtürmen entlang des Sperrwerks nochmals auf den Grund. Blanchet gab in seiner Niederschrift keine genaue Lage der Türme an, die er beobachtet haben will. Da er insgesamt von drei Türmen sprach, war Napoli nur auf Mutmaßungen angewiesen. Ihr schien es, als ob einer dieser Türme unmittelbar an der Ostseite des Sperrwerks, das Napoli stetig als „Mauer“ anspricht, errichtet worden war, während die beiden anderen Türme ihrer Meinung nach feindwärts an der Westseite gestanden haben müssten. Laut Blanchet sollen die Türme dreimal breiter („trois fois plus larges“) als der Wall gewesen sein, hätten also einen Durchmesser von zwölf bis fünfzehn Metern besessen. Moderne wissenschaftliche Nachweise zu diesen Aussagen fehlen. Ein römerzeitlicher Turm könnte nach Mattingly auch auf dem markanten Hügel am nördlichen Ende der Clausura gestanden haben.

### Torhaus (Henchir Skiffa)

Das Torhaus an der Wadi-Skiffa-Clausura (nach Paul Blanchet und Paul Gauckler sowie aktuellen Ergänzungen)

Das Torhaus der Hadd-Hajar-Clausura

Blanchet konnte im Süden der Clausura eine bis dahin als Henchir Skiffa bekannte Ruine als Torhaus identifizieren. Die moderne Straße führt unmittelbar nördlich an seinen Resten vorbei. Die Mauerschalen des Bauwerks bestehen aus handlichen, rechteckig behauenen Werksteinen, die sehr sorgfältig gesetzt sind. In diesem für die römische Baukunst typischen Verfahren besteht der Mauerkern aus in Mörtel gesetzten Bruchsteinen. Das Torhaus besaß zwei Türme und eine sie teilende einspurige Durchfahrt, die nach Blanchet damals noch überwölbt war und nach seiner Messung eine Breite von rund vier Metern aufwies. Alle Außenecken des Torhauses waren abgerundet, was Blanchets Plan aber nicht wiedergibt. Gauckler hingegen war in seiner Beschreibung des Torhauses etwas präziser. Er berichtete, dass die beiden Tortürme am besten erhalten waren und vermaß sie mit einer Länge von fünf Metern, einer Breite von 2,50 Metern und einer erhaltenen Höhe von vier Metern. Die Messungen von Blanchet lassen sich jedoch mit seinem eigenen Plan, der mit Maßangaben 1899 veröffentlicht wurde und als Umzeichnung unter anderem bei John Wacher (dort erstmals 1987) erschien, nicht in Einklang bringen. Die dem Schuttwall des Sperrwerks zugewandte Längsseite des bei Wacher ebenfalls mit Maßstab abgebildeten Plans stimmt – gemessen an der Außenseite – mit den angegebenen fünf Metern von Gauckler überein. Gaucklers Messung der Turmbreite wurde danach offensichtlich im Inneren vorgenommen. Damit bestätigte Gauckler die von Blanchet in seiner Zeichnung verwendeten grundsätzlichen Dimensionen für die Türme. Allerdings ist die von Blanchet mit vier Metern Breite bezifferte Durchfahrt nicht mit seinem eigenen Plan von 1899 in Übereinstimmung zu bringen, wenn man weitere seiner Messungen hinzuzieht. So gab er ursprünglich unter anderem die Torbreite mit 1,20 Metern an. Weitere der zuerst durch Blanchet genannten Maße sind ebenfalls nicht mit denen von Gauckler vereinbar. Im gegenseitigen Vergleich der beiden Messergebnisse sind die Gesamtmaße des Torhauses bei Blanchet zunächst 3,40 × 7,20 Meter und bei Gauckler 5,00 × 10,60 Meter, wenn man dabei den Plan von Blanchet unverzerrt auf die entsprechende Größe skaliert. In Blanchets Bericht, der 1899 erschien, ist schließlich auch bei ihm ein Maßstab angegeben, der sich mit den Angaben Gaucklers deckt und der unter anderem bei Wacher erneut abgedruckt wurde. Gauckler zufolge war die Durchfahrt wie auch die Türme mit einem Tonnengewölbe gedeckt. Außerdem sollen die Türme einst mit Zinnen versehen gewesen sein. Trousset nahm nach seiner Untersuchung an, dass dieses Torhaus nachträglich in die Clausura eingebaut wurde. Mattingly konnte anhand des besser erhaltenen Torhauses der Hadd-Hajar-Clausura, das ebenfalls abgerundete Ecken besaß, dieselbe Entstehungszeit von Wall und Durchlass nachweisen. Möglicherweise ist die bauliche Ähnlichkeit der beiden Torhäuser ebenfalls ein Indiz für die zeitliche Übereinstimmung. So konnte am Sperrwerk von Hadd Hajar ein breites Spektrum an Keramik-Lesefunden aufgesammelt werden. Diese Bruchstücke lassen sich dem späten ersten und dem zweiten Jahrhundert n. Chr. zuordnen.
Der in den historischen Beschreibungen geschilderte Erhaltungszustand zeigt im Vergleich mit aktuellen Photographien, dass die Baureste des Torhauses in der Zeit zwischen 1900 und 2018 offensichtlich einen enormen Substanzverlust erlitten haben.

Befunde am Torhaus und in der nahen Umgebung, Zustand 2018
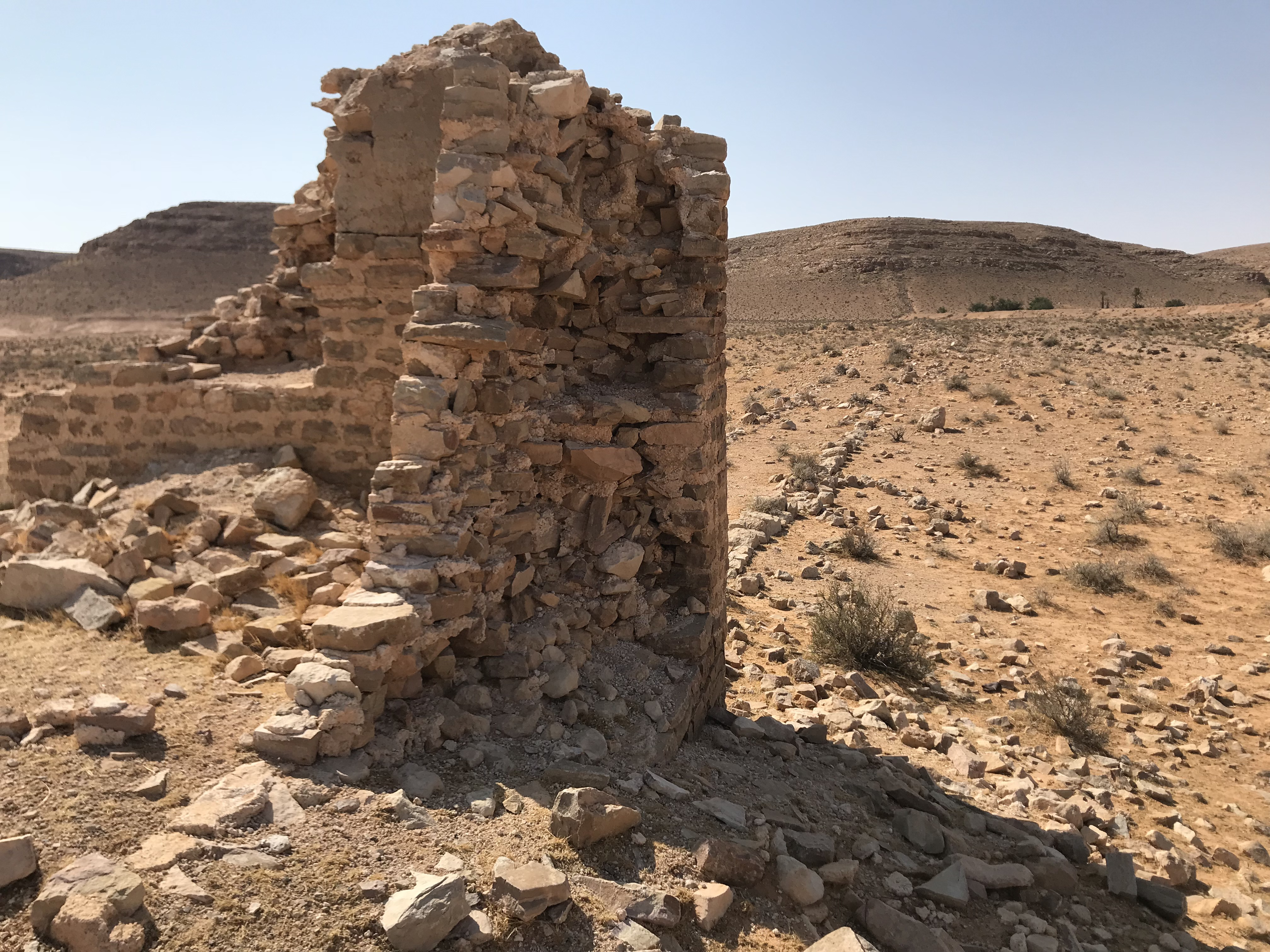
Blick von der Westfront des Südturms zum südlichen Ende der Clausura an der Hanghöhe
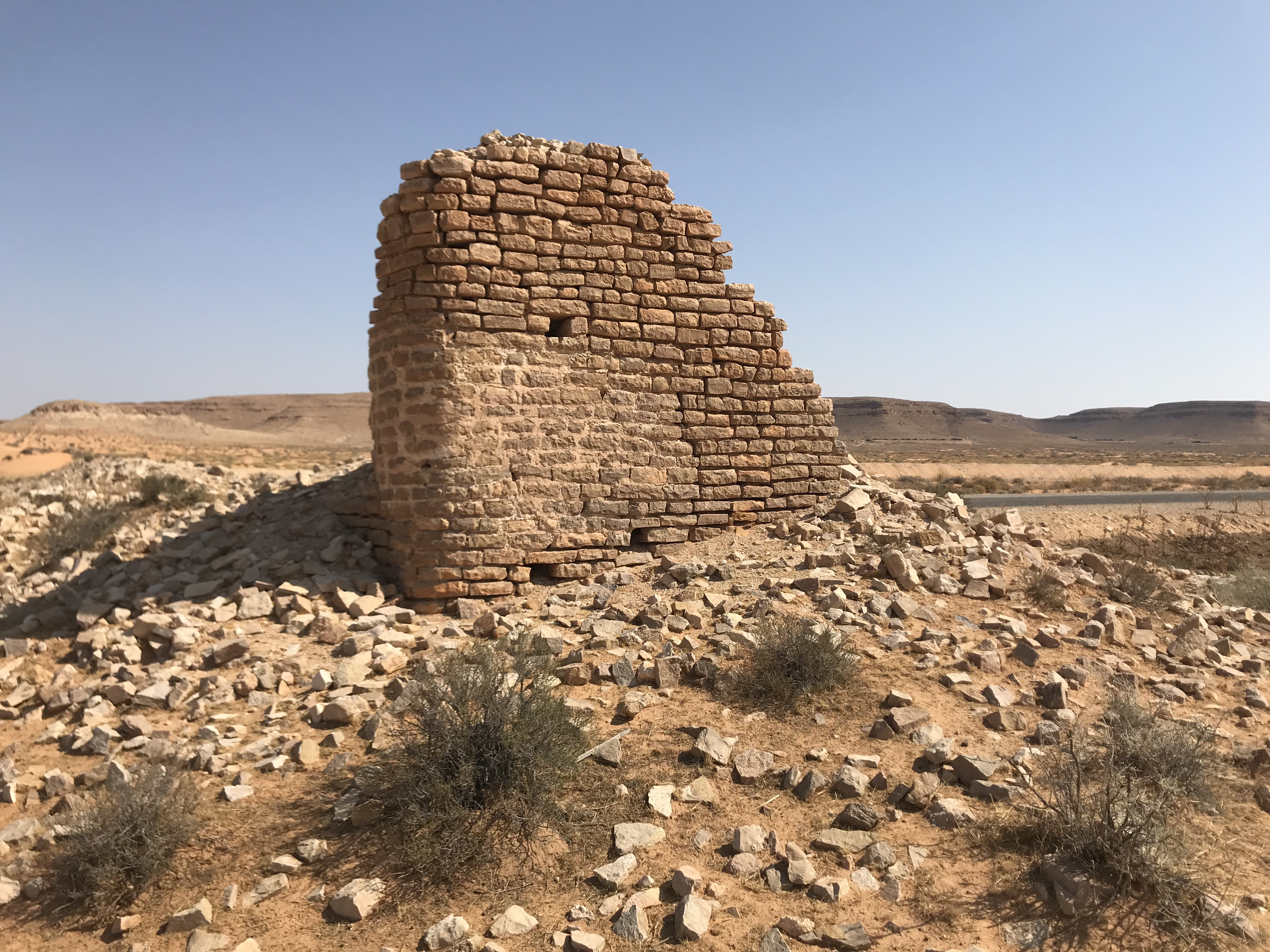
Abgerundete Ecke des Südturms mit der 2016/2017 ausgebauten Straße, Blick von Südwesten
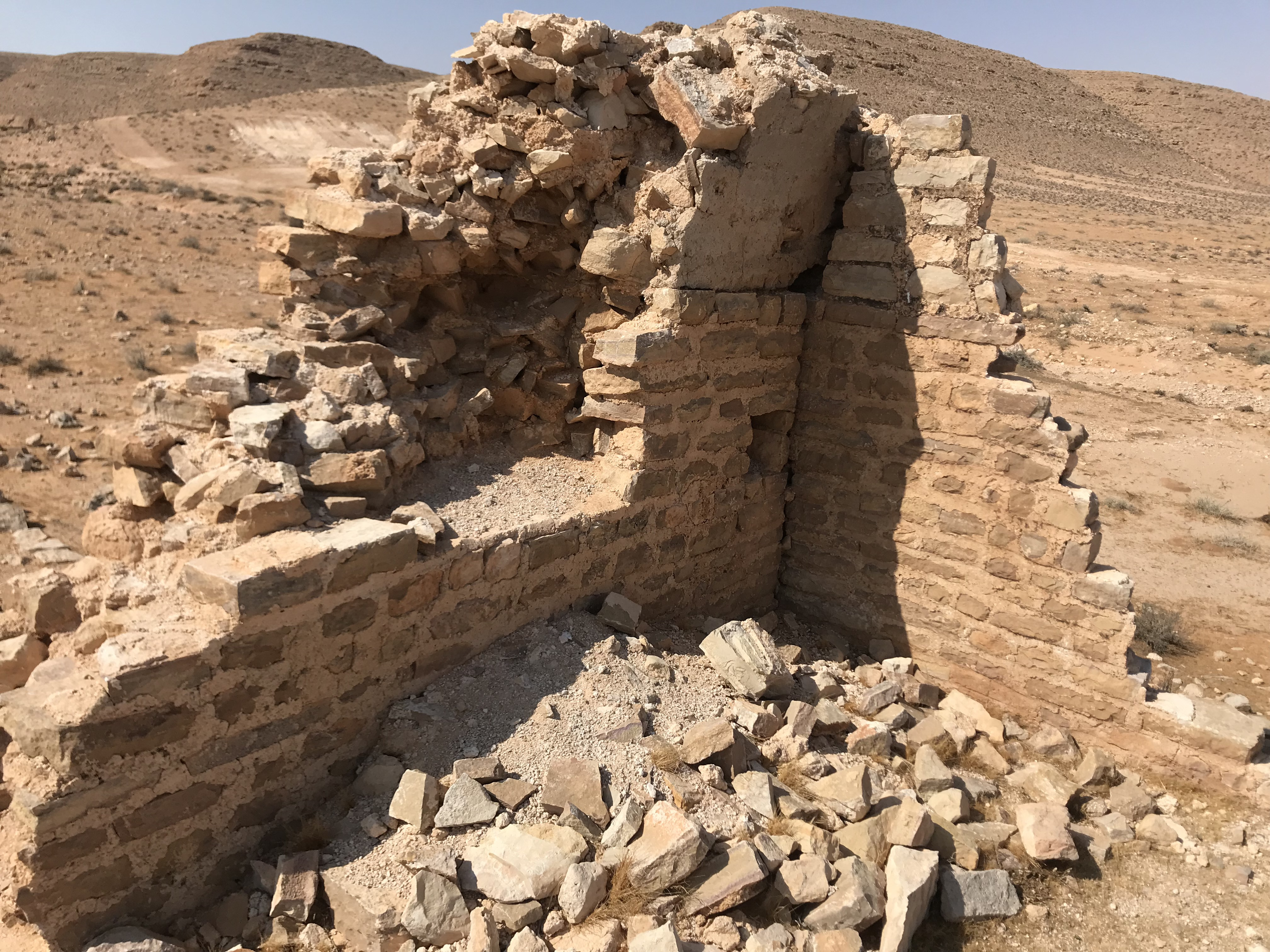
Im inneren Zwickel der Südturm-Ecke sind noch die Ansätze des Tonnengewölbes sichtbar
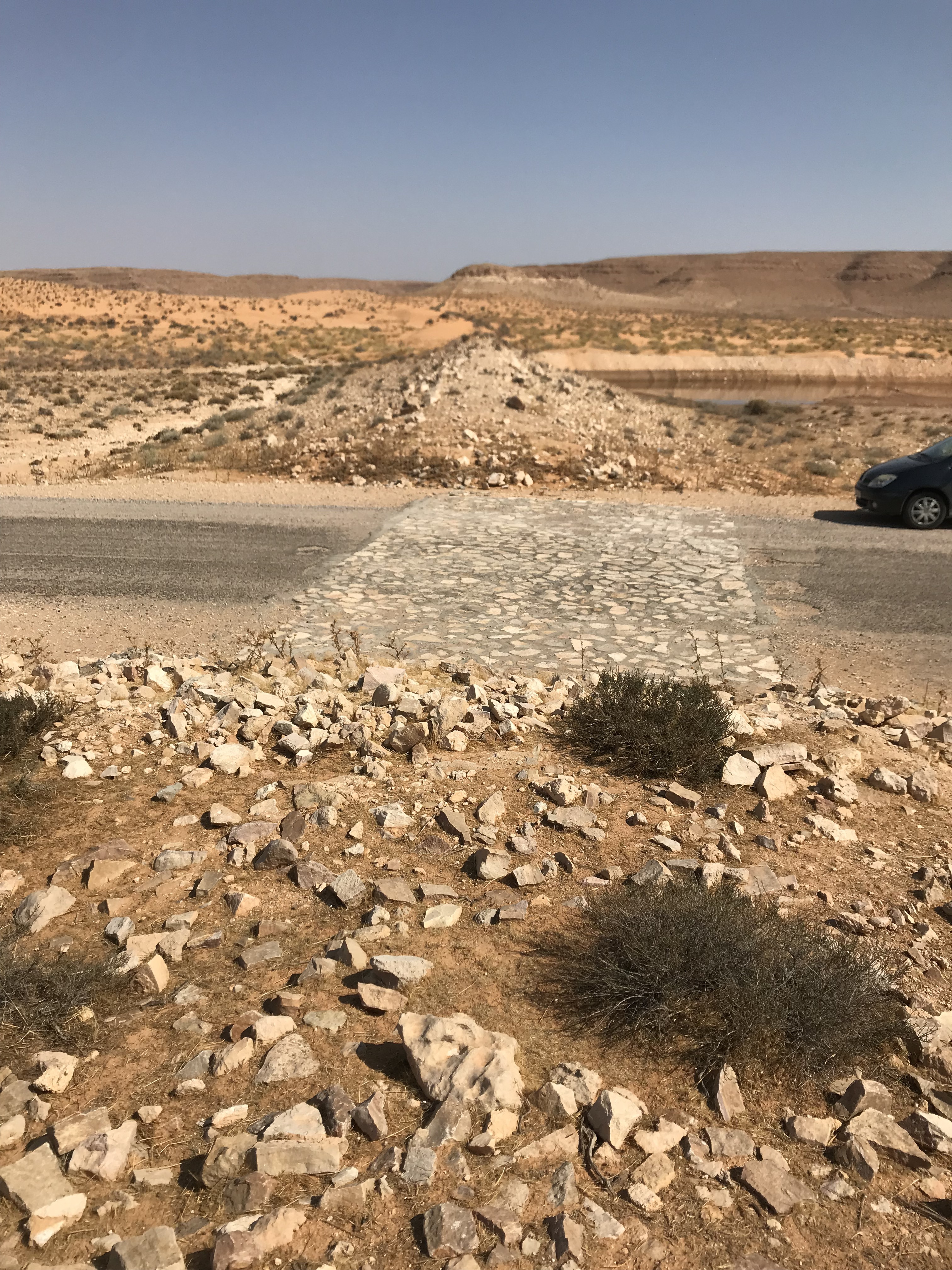
Das beim Straßenbau ausgebrochene Mauerstück ist in einer Breite von 5 Metern im Asphalt nachgebildet
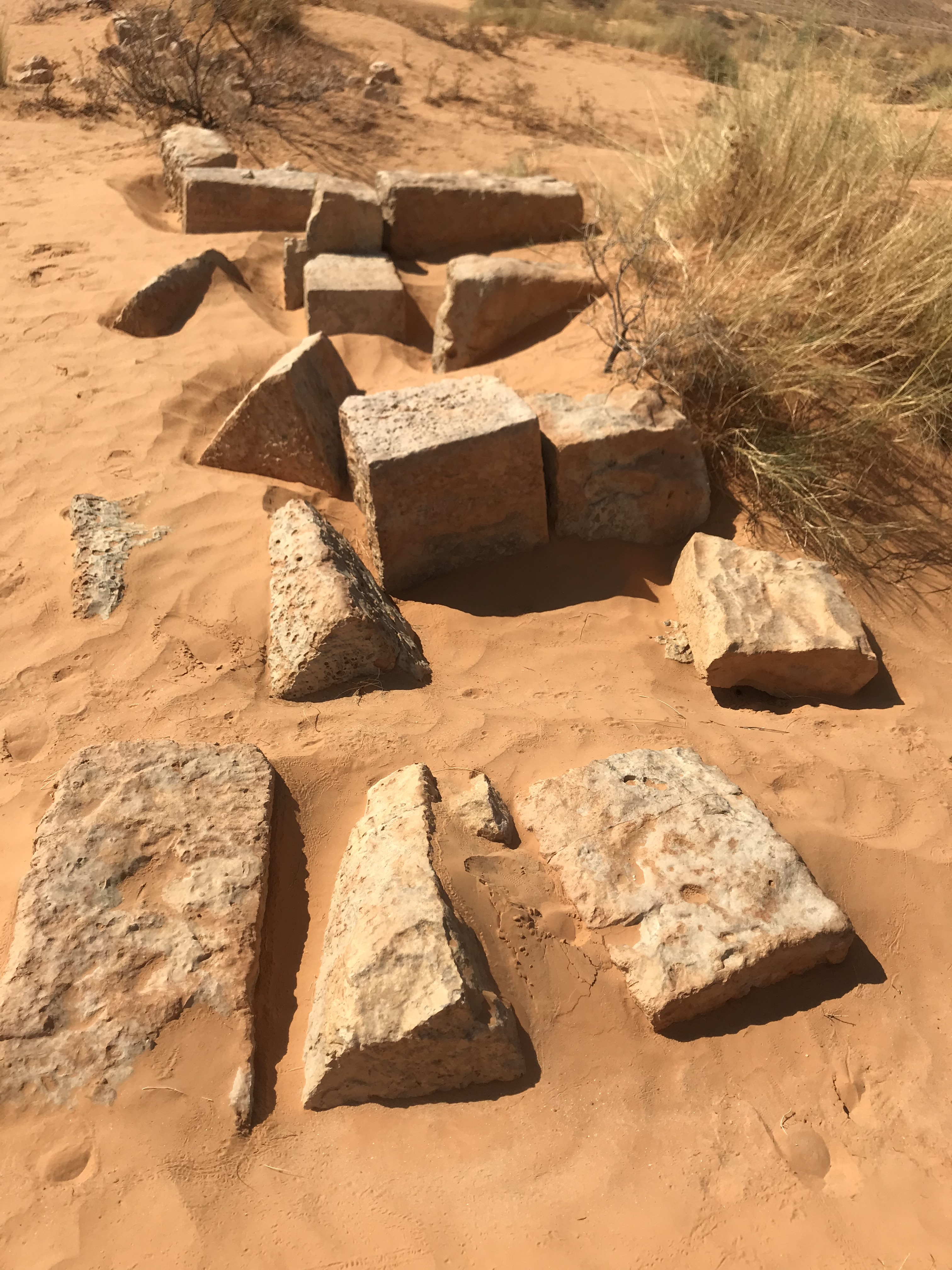
Die bereits von Paul Blanchet beschriebenen Werksteine, die ohne Verband im Gelände liegen

### Zeitliche Einordnung
Der französische Archäologe Pol Trousset, nahm als Entstehungszeitraum für das Clausura-Systems am Djebel Demmer das dritte Jahrhundert n. Chr. an, während Mattingly eher für das vierte Jahrhundert plädierte. Andererseits ist die bauliche Ähnlichkeit des Torhauses im Wadi Skiffa mit dem von Hadd Hajar ein mögliches Indiz für eine zeitliche Übereinstimmung. So konnte am Sperrwerk von Hadd Hajar ein breites Spektrum an Keramik-Lesefunden aufgesammelt werden. Diese Bruchstücke lassen sich dem späten ersten und dem zweiten Jahrhundert n. Chr. zuordnen. Trotz bisheriger Unkenntnis über den genauen Zeitpunkt der Errichtung der Clausurae am Djebel Demmer steht fest, dass diese Strukturen bis in die spätrömische Zeit Bestandteil der Grenzsicherung waren. Es bleibt allerdings eine weitere offene Diskussion, ob zumindest Teile der alten Grenzsperren in diesem Teilabschnitt nach der Wiedereroberung Nordafrikas durch den oströmischen Kaiser Justinian I. (527–565) neu besetzt wurden.